# Gomalpasset
Gomalpasset är ett bergspass på gränsen mellan Afghanistan och Pakistan. Den afghanska sidan hör till provinsen Paktika och den pakistanska sidan till provinsen Khyber Pakhtunkhwa.